# Zagajówek
Zagajówek – wieś w Polsce położona w województwie świętokrzyskim, w powiecie pińczowskim, w gminie Michałów.

## Części wsi
| SIMC    | Nazwa | Rodzaj    |
| ------- | ----- | --------- |
| 0250990 | Ulica | część wsi |

Wierni Kościoła rzymskokatolickiego należą do parafii św. Wawrzyńca Diakona i Męczennika w Michałowie.

## Historia
Wieś wymieniona jest po raz pierwszy w 1579 roku. Nazwa pochodzi od słowa „gaj”, czyli las. Zagajów to teren położony za gajem, za lasem. Wtedy wieś nazywała się Zagajów Mały. Wieś należała w XVI wieku do parafii Zagajów Wielki i była to duża wieś. W końcu XVI wieku wieś należała do parafii Wrocieryż.
W początkach XIX wieku wieś miała tylko 7 domów i 38 mieszkańców. W końcu XIX wieku folwark Zagajówek oddzielono od dóbr Pawłowice (1883). Wieś liczyła wtedy 14 samodzielnych gospodarzy na 150 morgach ziemi.
W latach 1975–1998 miejscowość administracyjnie należała do województwa kieleckiego.